# جائزة كومستوك في الفيزياء
تُمنح جائزة كومستوك في الفيزياء من قبل الأكاديمية الوطنية الأمريكية للعلوم «لاكتشاف أو تحقيق مبتكر حديثًا في الكهرباء أو المغناطيسية أو الطاقة الإشعاعية ، على نطاق واسع.» 
يجب أن يكون المكرمون من سكان أمريكا الشمالية. سُمي على اسم Cyrus B. Comstock ، وقد تم منحه كل خمس سنوات تقريبًا منذ عام 1913.

## قائمة الفائزين بجائزة كومستوك
| عام  | متلقي                              | الاقتباس |
| ---- | ---------------------------------- | --- |
| 1913 | روبرت أ. ميليكان                   | |
| 1918 | صامويل جاكسون بارنيت               | |
| 1923 | وليام دوان                         | لعمله على "العلاقات ذات الأهمية الأساسية ... في تأثيرها على النظريات الحديثة لتركيب المادة وآلية الإشعاع."                                                                                     |
| 1928 | كلينتون جيه دافيسون                | تقديراً لعمله التجريبي الذي يوضح أنه في ظل ظروف معينة، تتصرف الإلكترونات كما نتوقع أن تتصرف قطارات الموجات.                                                                                     |
| 1933 | بيرسي دبليو بريدجمان               | لتحقيقاته التي أدت إلى زيادة فهم التكوين الكهربائي للمادة. |
| 1938 | إرنست أو.لورانس                    | |
| 1943 | دونالد دبليو كيرست                 | لعمله الرائد فيما يتعلق بتطوير بيتاترون والنتائج التي حصل عليها بهذه الأداة العلمية الجديدة والقوية.                                                                                           |
| 1948 | ميرل توف                           | لعمله الرائد في الغلاف الجوي العلوي وتطوره لطريقة دراسة النبض الكهربائي ؛ لعمله الرائد في الفيزياء النووية باستخدام المولد الكهروستاتيكي. ولتطويره لمصهر القرب.                                |
| 1953 | وليام شوكلي                        | لأبحاثه الرائدة وشرح الخصائص الكهربائية والمغناطيسية للمواد الصلبة. على وجه الخصوص لأبحاثه في توصيل الكهرباء بواسطة الإلكترونات والثقوب في أشباه الموصلات.                                     |
| 1958 | تشارلز هـ. تاونز                   | |
| 1963 | CS وو                              | |
| 1968 | ليون إن كوبر وجيه روبرت شريففر     | |
| 1973 | روبرت هـ.ديكي                      | |
| 1978 | ريموند ديفيس الابن.                | |
| 1983 | ثيودور دبليو هانش وبيتر ب. سوروكين | |
| 1988 | بول سي دبليو تشو وماو كوين وو      | لاكتشاف الموصلية الفائقة في أكسيد نحاس الإيتريوم والباريوم والمركبات المماثلة فوق درجة غليان النيتروجين - إنجاز علمي وتكنولوجي كبير.                                                           |
| 1993 | تشارلز ب (مشتركة)                  | لمساهماته الأساسية في تطوير وتطبيق الرنين المغناطيسي في المادة المكثفة، بما في ذلك أول دليل تجريبي على اقتران العلاقات في الموصلات الفائقة والدراسات الأساسية في علوم السطح والحفز.            |
| 1993 | EL Hahn (مشتركة)                   | لاكتشافاته الثورية في الرنين المغناطيسي والبصريات المتماسكة، ولا سيما بالنسبة لـ Hahn Spin Echo ، واستقطاب Hartman-Hahn المتقاطع، والشفافية المستحثة ذاتيًا.                                    |
| 1999 | جون كلارك                          | لإسهاماته الرئيسية في تطوير أجهزة التداخل الكمومي فائقة التوصيل (SQUIDS) واستخدامها في القياسات العلمية، لا سيما التي تشمل الكهرباء والمغناطيسية والموجات الكهرومغناطيسية.                     |
| 2004 | جون إن باهكال                      | لمساهماته العديدة في الفيزياء الفلكية، لا سيما عمله النهائي على النماذج الشمسية ودوره الحاسم في تحديد مشكلة النيوترينو الشمسي وحلها.                                                           |
| 2009 | تشارلز إل بينيت                    | لرسم خرائطه للخلفية الكونية الميكروية وتحديد عمر الكون ومحتوى الطاقة الكتلي والهندسة ومعدل التوسع وعصر إعادة التأين بدقة غير مسبوقة.                                                           |
| 2014 | ديبوراه س. جين                     | لإثبات الانحلال الكمي وتشكيل مكثف بوز - آينشتاين الجزيئي في غازات ذرية فرميونية شديدة البرودة، وللعمل الرائد في كيمياء الكم الجزيئية القطبية.                                                  |
| 2019 | ميشال ليبسون                       | لمساهماتها الرائدة في فوتونات السليكون القائمة على الهياكل الضوئية عالية الحصر بما في ذلك عرض التعديل الكهربائي البصري في السيليكون، والتذبذب البارامتري، والحصر الشديد للضوء في أدلة الموجات. |